# Tranchée
Tranchée (franz.) wurde früher der Laufgraben einer Festung genannt.
Der Tranchéemajor war während des Förmlichen Angriffs auf die Festung verantwortlich für den Ausbau und die Instandhaltung der Laufgräben. 
Tranchéekavalier (auch Tranchéereiter, Tranchéekatze oder Angriffskavalier) war ein aus Erde, Faschinen und Sandsäcken hergestelltes Bauwerk von zwei bis drei Meter Höhe, das während des förmlichen Angriffs zur erhöhten Aufstellung von Schützen und Geschützen verwendet wurde. Nach Einführung des indirekten Schusses wurde diese Art der Kampfführung aufgegeben.